# 米墺平和条約
米墺平和条約（べいおうへいわじょうやく、英語: U.S.–Austrian Peace Treaty）は第一次世界大戦後の1921年8月24日にウィーンで締結された、アメリカ合衆国とオーストリア共和国の間の講和条約。
条約が締結された理由はアメリカ合衆国上院がサン＝ジェルマン＝アン＝レーで締結された多国間条約の批准に同意しなかったことであり、その結果アメリカはサン＝ジェルマン条約とは別にオーストリアとの講和条約を締結した。批准公文は1921年11月8日にウィーンで交換され、条約は同日に発効した。1921年11月22日、条約は国際連盟の条約集に登録された。

## 背景
第一次世界大戦ではオーストリア＝ハンガリー帝国がアメリカ合衆国を含む連合国に敗れた。アメリカ政府は1917年12月7日にオーストリア＝ハンガリーに宣戦布告していた。大戦末期の1918年、オーストリア＝ハンガリー帝国が解体し、オーストリアは共和国として独立した。
1919年、勝利した連合国はパリ講和会議を開き、中央同盟国との平和条約を起草した。会議ではオーストリア政府との平和条約が成立した。アメリカ政府も条約に署名したが、アメリカ合衆国上院はアメリカの国際連盟への参加に抗議して、条約の批准を拒否した。
その結果、アメリカとオーストリアは国際連盟と関連せずに二国間平和条約を締結するための交渉を開始した。1921年7月2日、アメリカ大統領ウォレン・ハーディングは合衆国議会が採決したノックス＝ポーター決議に署名、アメリカとドイツ、オーストリア、ハンガリーの戦争状態を終わらせ、平和条約締結の交渉を加速させた。米墺平和条約は、その1か月後の8月24日に締結された。

## 内容
- 第1条：オーストリア政府はサン＝ジェルマンで締結された講和条約を批准した連合国諸国が有する権利と特権をアメリカ政府にも与える。
- 第2条：サン＝ジェルマン条約のうち、アメリカに適用する条約を指定する。
- 第3条：両国はウィーンで批准公文を交換する[1]。

## その後
条約は国際連盟の監督外で米墺協力を行う土台を築いた。その結果、アメリカ政府はサン＝ジェルマン条約でオーストリア共和国政府に課された賠償の軽減に部分的に協力することとなった。
1924年11月26日にはワシントンD.C.で付属条約が締結された。付属条約ではアメリカ、オーストリア、ハンガリー人で構成される委員会を設立して、その委員会がオーストリアとハンガリー政府からアメリカへ支払われる賠償金の金額を決定することが定められた。